# Hugo Siegmeth

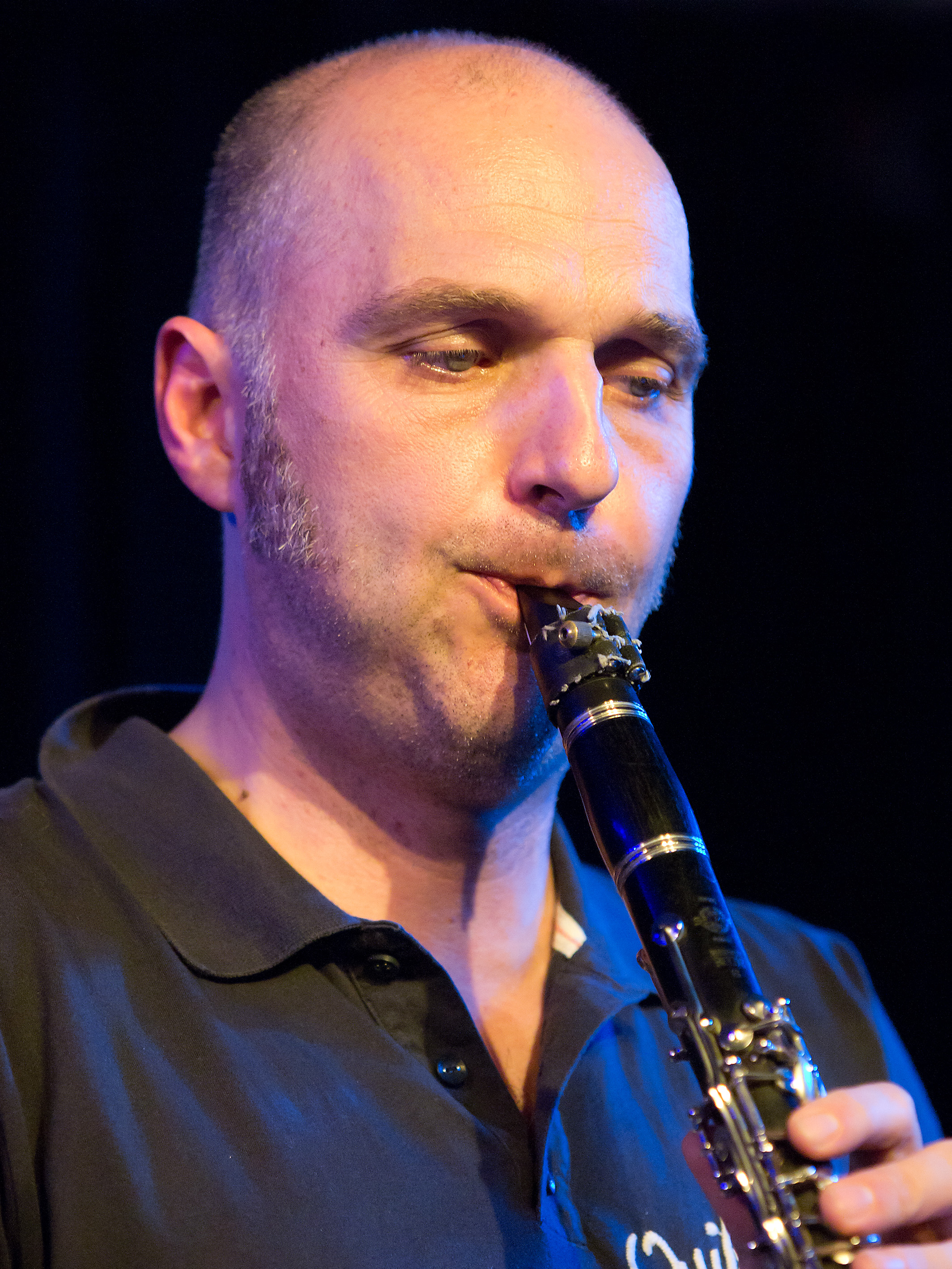
Hugo Siegmeth im Jazzclub Unterfahrt (2011)

Hugo Siegmeth (* 25. Mai 1970 in Arad, Rumänien) ist ein deutscher Saxophonist des Modern Jazz und Komponist.

## Leben und Wirken
Siegmeth, der 1976 mit seiner Familie nach Deutschland migrierte, studierte  von 1994 bis 1999 sein Instrument bei Leszek Zadlo am Richard-Strauss-Konservatorium; weiterhin studierte er Komposition bei Stefan Zorzor und Arrangement bei Thomas Zoller. Er trat mit Al Porcino, Clark Terry Claudio Roditi und Peter Herbolzheimer auf und gehörte zu den Bigbands von Harald Rüschenbaum und Dusko Goykovich sowie zum Sunday Night Orchestra. Im Herbst 2000 tourte er erstmals mit eigener Band und veröffentlichte sein erstes Album auf eigenem Label. Mit Gerhard Gschlößl und Henning Sieverts bildete er das TRiOzOne.
Weiterhin gehörte er zum Munich Composers and Improvisors Ensemble und zum ZollSoung Chamber Orchestra. Seit 2005 ist er ein Mitglied des Ensemble Sarband. Ferner ist er auf Alben von ScatMax, Marc Sinan, Harry Scharf und Robert Probst zu hören. Auch ging er mit den Bands von Bobby Shew und von Peter O’Mara auf Tournee und konzertierte mit Helen Schneider und den Bremer Philharmonikern. Siegmeth verfasste die Musik zum Spielfilm „Mörderischer Frieden“ von Rudi Schweiger (2007). Gemeinsam mit Robert Papst schrieb er die Filmmusik für den Dokumentarfilm „Sag mir wo die Schönen sind“. 2018 schrieb er, ebenfalls mit Robert Papst, die Musik zum Kinofilm Kill Me Today, Tomorrow I’m Sick!. 2004 gründete er sein eigenes Label Village Pond Records.

## Preise und Auszeichnungen
Siegmeth gewann 1998 den Bayerischen Jazzförderpreis. Auch erhielt er den Preis „New Generations 2001“ des Bayerischen Rundfunks. 2008 war er auf der Berlinale mit den Dokumentarfilmen „Sag mir wo die Schönen sind“ und „Auge in Auge“. Weiterhin war sein Soundtrack für „Mörderischer Frieden“ in der engeren Wahl (Shortlist) für den Deutschen Filmpreis für Musik 2008.

## Diskographische Hinweise
- TriOzOne Himmelsklänge (2004)
- Red Onions (mit Carsten Daerr, Henning Sieverts, Bastian Jütte u. a. ACT 2006)
- ICI Ensemble & George Lewis (PAO 2007)
- Four Tenors (mit Till Martin, Jason Seizer, Ulrich Wangenheim, Christian Elsässer, Henning Sieverts, Bastian Jütte; Nagel-Heyer Records 2011)
- Flow: Jazz and Renaissance from Italy to Brazil (mit Axel Wolf; Oehms Classics 2015)

## Lexikalische Einträge
- Jürgen Wölfer: Jazz in Deutschland. Das Lexikon. Alle Musiker und Plattenfirmen von 1920 bis heute. Hannibal, Höfen 2008, ISBN 978-3-85445-274-4.